# Kiviloo
Kiviloo is een plaats in de Estlandse gemeente Raasiku, provincie Harjumaa. De plaats heeft de status van dorp (Estisch: küla).

## Bevolking
Het dorp had 65 inwoners op 31 december 2011 en 57 inwoners op 31 december 2021.